# Fazekas Sándor (politikus)
Fazekas Sándor (Karcag, 1963. május 3. –) magyar jogász, jogtanácsos, politikus (Fidesz). 1990-től 2010-ig Karcag polgármestere. 1998 és 2002 között, valamint 2006-tól országgyűlési képviselő. 2010 és 2014 között a második Orbán-kormány vidékfejlesztési minisztere. 2012. október 18-tól a Hungarikum Bizottság elnöke. 2014-től a harmadik Orbán-kormány földművelésügyi minisztere.

## Életpályája
Kisújszálláson érettségizett, majd 1982-ben felvették a József Attila Tudományegyetem Állam- és Jogtudományi Karára. Itt szerzett jogi diplomát 1987-ben. Ennek megszerzése után a Karcagi Gépgyár Rt. jogi előadója, később jogtanácsosa lett. Az 1990-es önkormányzati választás után a helyi képviselő-testület mindössze huszonhét évesen megválasztotta a város polgármesterének. Az önkormányzati választási reform után 1994-ben, 1998-ban, 2002-ben és 2006-ban további négy alkalommal választották meg – immár közvetlenül – polgármesternek, jellemzően fideszes jelöltként, esetenként más párt (2002-ben az MDF, 2006-ban a KDNP) támogatását is élvezve. 1994 és 1998 között, valamint 2002-től tagja a Jász-Nagykun-Szolnok Megyei Közgyűlésnek (1994–1998, valamint 2002–2006 között frakcióvezető is volt). 1998-ban a Kunszövetség elnökévé választották. Munkái mellett különböző koncepciós perekről írt tanulmányokat.

### Országos politikai pályafutása
1989-ben lépett be a Fiatal Demokraták Szövetségébe. 1994-ben sikertelenül indult az országgyűlési választáson. 1998-ban a pártja országos listájáról szerzett mandátumot. A 2002-ig tartó ciklusban az ügyrendi, valamint a mentelmi, összeférhetetlenségi és mandátumvizsgáló bizottság, illetve 2001–2002-ben a nemzetbiztonsági bizottság tagja volt. A ciklus alatt frakcióvezető-helyettes volt. A 2002-es választáson nem szerzett mandátumot. A 2006-os országgyűlési választáson pártja Jász-Nagykun-Szolnok megyei területi listájáról szerzett mandátumot. 2007-ig a költségvetési, pénzügyi és számvevőszéki bizottság, majd 2010-ig az emberi jogi, kisebbségi, civil- és vallásügyi bizottság tagjaként dolgozott. 2009-ben a Magyar Önkormányzatok Szövetsége társelnökévé választották. A 2010-es országgyűlési választáson ismét a Fidesz és a KDNP Jász-Nagykun-Szolnok megyei listájáról szerzett mandátumot. 2010-től a második Orbán-kormány vidékfejlesztési minisztere.

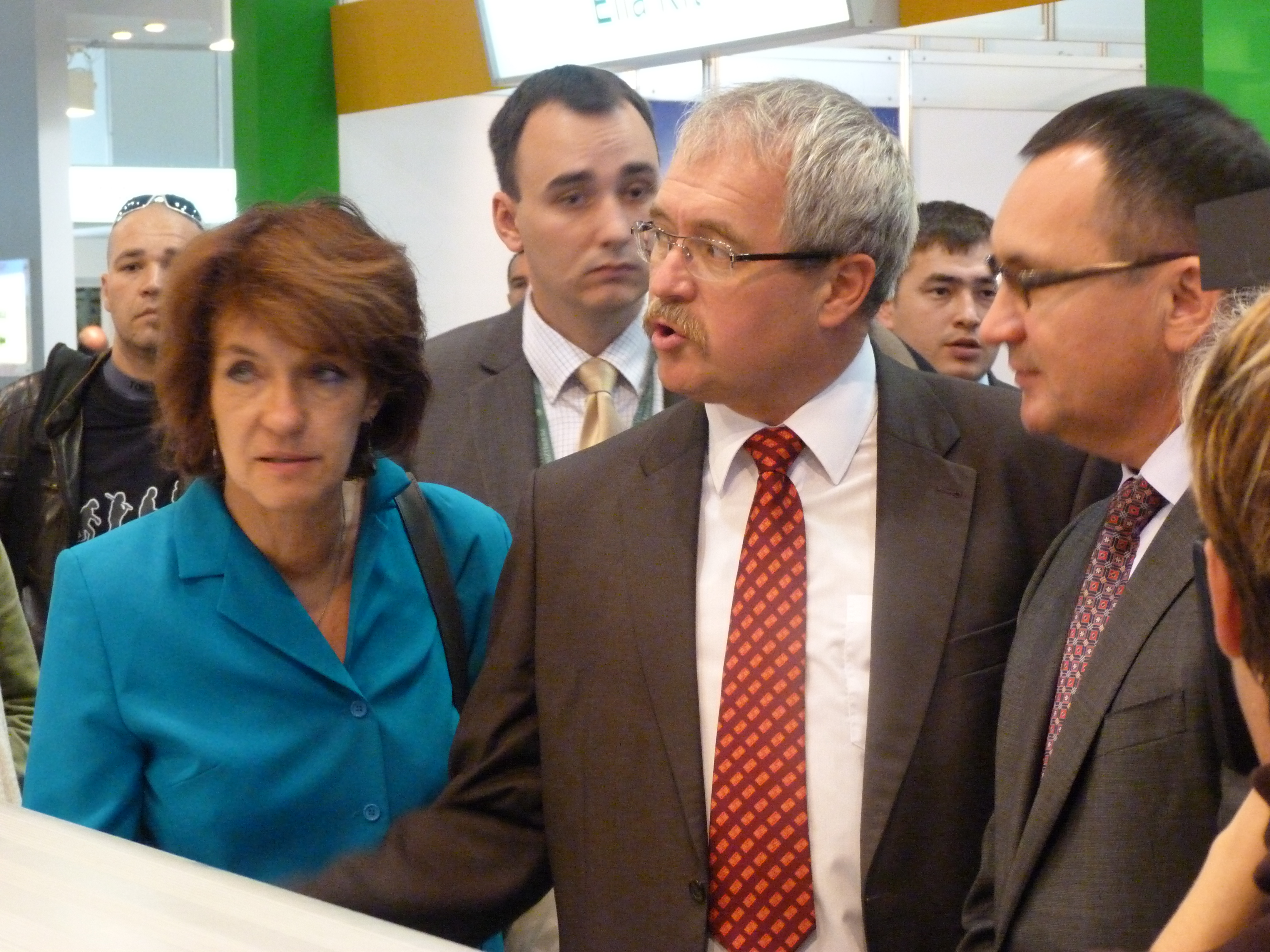
Fazekas Sándor Nyikolaj Fjodorovval a 76. OMÉK-en

 2012. október 18-tól a Hungarikum Bizottság elnöke. 2014-től a harmadik Orbán-kormány földművelésügyi miniszterre.

## Családja
1990-ben nősült, felesége Kardalus Irén adminisztrátorként dolgozik. Házasságából két fiúgyermeke született.